# Dub u Hněvousic
Dub u Hněvousic je památným stromem v Mnichově Hradišti, památný je od 30. června 1997. K 15. listopadu 2013 mu bylo 220 let. Obvod kmene činil stejného data 365	cm. Strom měřil na výšku 24 metrů.

## Základní údaje
(k 15. 11. 2013)
- Výška: 24 metrů
- Stáří: 220 let
- Obvod kmene: 365 cm
- Šířka koruny: 21 m